# KFUM Göteborg
KFUM Göteborg är en lokalavdelning av KFUM Sverige. Den har varit framgångsrikt i flera sporter. 
Dess volleybollsektion hade under många säsonger ett lag i elitserien i volleyboll för damer. Sedan säsongen 2021/2022 är sektionen en egen förening under namnet Göteborg Volleybollklubb. Dess herrbasketlag spelade säsongen 2012/2013 kval för spel i basketettan (den näst högsta serien). En spelare från klubben, Carl-Erik Bülow, vann det första svenska mästerskapet i bordtennis. 